# 珠洲市
珠洲市（日语：／ Suzu shi */?）是位於日本石川縣北部的行政區劃，轄區位於能登半島最北端，為日本海三面環繞，由於受到日本海的暖流影響，與同緯度的區域相比冬季氣候為溫暖。主要市區位於東部若山川的河口。
過去在西元11世紀至16世紀期間，在本地曾有當時為全日本知名的陶器工藝技術珠洲燒，目前在珠洲市及能登町已找到約三十座過去製作陶器的窯遺跡，不過在16世紀後珠洲燒的作品逐漸在日本各地消失，直到1970年代在本地商業團體的努力下才重新發展出「珠洲燒」的技術。

## 人口
| 珠洲市人口分布圖 |                                               |  |
| 珠洲市與日本全國年齡別人口分布比較圖 （2005年資料） | 珠洲市的年齡、男女別人口分布圖 （2005年資料） |  |
| ■紫色是珠洲市 ■綠色是全国 | ■藍色是男性 ■紅色是女性                       |  |
| 珠洲市人口變化 \| 1970年 \| 29,224人 \| \| \| 1975年 \| 28,238人 \| \| \| 1980年 \| 27,351人 \| \| \| 1985年 \| 25,860人 \| \| \| 1990年 \| 23,471人 \| \| \| 1995年 \| 21,580人 \| \| \| 2000年 \| 19,852人 \| \| \| 2005年 \| 18,050人 \| \| \| 2010年 \| 16,300人 \| \| \| 2015年 \| 14,625人 \| \| \| 2020年 \| 12,929人 \| \| |                                               |  |
| 資料來源：日本總務省統計中心提供之人口普查數據 |                                               |  |
| 1970年 | 29,224人                                      |  |
| 1975年 | 28,238人                                      |  |
| 1980年 | 27,351人                                      |  |
| 1985年 | 25,860人                                      |  |
| 1990年 | 23,471人                                      |  |
| 1995年 | 21,580人                                      |  |
| 2000年 | 19,852人                                      |  |
| 2005年 | 18,050人                                      |  |
| 2010年 | 16,300人                                      |  |
| 2015年 | 14,625人                                      |  |
| 2020年 | 12,929人                                      |  |

## 歷史
過去在令制國時代最初屬於越前國珠洲郡，718年隨著珠洲郡被劃入新設立的能登國，雖然一度在742年又隨著能登國被併入越中國，不過757年恢復能登國後，就一直屬於能登國。
「珠洲」的地名最早是出現在8世紀編撰完成的萬葉集，9世紀後曾是攝關九條家的莊園領地，不過在12世紀開始成為地頭日野氏的勢力範圍，1581年織田信長平地能登國後，隨著能登國成為前田氏的領地，也一度隨著能登國成為前田利家次子前田利政七尾藩的領地。17世紀江戶時代後大部分區域都成為前田氏加賀藩的領地，在江戶時代末期，有部分區域為幕府直屬的領地，不過也是委託加賀藩管理的預地。
19世紀末明治維新後，原屬幕府的領地改由高山縣管理，1871年實施廢藩置縣後加賀藩的領地改隸屬金澤縣，不過同年的第一次府縣整併後，此地區被劃入新設立的七尾縣，但也僅半年過後，又被併回由原金澤縣更而成的石川縣。
1889年日本實施町村制，現在的珠洲市轄區在當時分屬飯田町、鵜島村、黑峰村、見付村、上戶村、東若山村、西若山村、直村、正院村、三崎村、鉢崎村、大谷村、大崎村、日置村、蛸島村共15個行政區劃，在經過1908年及1954年的兩次整併，這些區域在1954年合併為珠洲市。

### 變遷表
| 1889年4月1日 | 1889年 - 1912年             | 1912年 - 1944年             | 1945年 - 1954年            | 1955年 - 1989年            | 1989年 - 現在              | 現在                       |
| ------------ | --------------------------- | --------------------------- | -------------------------- | -------------------------- | -------------------------- | -------------------------- |
| 飯田町       | 飯田町                      | 飯田町                      | 1954年7月15日 合併為珠洲市 | 1954年7月15日 合併為珠洲市 | 1954年7月15日 合併為珠洲市 | 1954年7月15日 合併為珠洲市 |
| 鵜島村       | 1908年8月15日 合併為寶立村  | 1940年8月15日 改制為寶立町  | 1954年7月15日 合併為珠洲市 | 1954年7月15日 合併為珠洲市 | 1954年7月15日 合併為珠洲市 | 1954年7月15日 合併為珠洲市 |
| 黑峰村       | 1908年8月15日 合併為寶立村  | 1940年8月15日 改制為寶立町  | 1954年7月15日 合併為珠洲市 | 1954年7月15日 合併為珠洲市 | 1954年7月15日 合併為珠洲市 | 1954年7月15日 合併為珠洲市 |
| 見付村       | 1908年8月15日 合併為寶立村  | 1940年8月15日 改制為寶立町  | 1954年7月15日 合併為珠洲市 | 1954年7月15日 合併為珠洲市 | 1954年7月15日 合併為珠洲市 | 1954年7月15日 合併為珠洲市 |
| 上戶村       |                             |                             | 1954年7月15日 合併為珠洲市 | 1954年7月15日 合併為珠洲市 | 1954年7月15日 合併為珠洲市 | 1954年7月15日 合併為珠洲市 |
| 東若山村     | 1908年8月15日 合併為若山村  | 1908年8月15日 合併為若山村  | 1954年7月15日 合併為珠洲市 | 1954年7月15日 合併為珠洲市 | 1954年7月15日 合併為珠洲市 | 1954年7月15日 合併為珠洲市 |
| 西若山村     | 1908年8月15日 合併為若山村  | 1908年8月15日 合併為若山村  | 1954年7月15日 合併為珠洲市 | 1954年7月15日 合併為珠洲市 | 1954年7月15日 合併為珠洲市 | 1954年7月15日 合併為珠洲市 |
| 直村         |                             |                             | 1954年7月15日 合併為珠洲市 | 1954年7月15日 合併為珠洲市 | 1954年7月15日 合併為珠洲市 | 1954年7月15日 合併為珠洲市 |
| 正院村       | 正院村                      | 1941年11月3日 改制為正院町  | 1954年7月15日 合併為珠洲市 | 1954年7月15日 合併為珠洲市 | 1954年7月15日 合併為珠洲市 | 1954年7月15日 合併為珠洲市 |
| 三崎村       | 1908年8月15日 合併為三崎村  | 1908年8月15日 合併為三崎村  | 1954年7月15日 合併為珠洲市 | 1954年7月15日 合併為珠洲市 | 1954年7月15日 合併為珠洲市 | 1954年7月15日 合併為珠洲市 |
| 鉢崎村       | 1908年8月15日 合併為三崎村  | 1908年8月15日 合併為三崎村  | 1954年7月15日 合併為珠洲市 | 1954年7月15日 合併為珠洲市 | 1954年7月15日 合併為珠洲市 | 1954年7月15日 合併為珠洲市 |
| 大谷村       | 1907年10月15日 合併為西海村 | 1907年10月15日 合併為西海村 | 1954年7月15日 合併為珠洲市 | 1954年7月15日 合併為珠洲市 | 1954年7月15日 合併為珠洲市 | 1954年7月15日 合併為珠洲市 |
| 大崎村       | 1907年10月15日 合併為西海村 | 1907年10月15日 合併為西海村 | 1954年7月15日 合併為珠洲市 | 1954年7月15日 合併為珠洲市 | 1954年7月15日 合併為珠洲市 | 1954年7月15日 合併為珠洲市 |
| 日置村       | 1907年10月15日 合併為西海村 | 1907年10月15日 合併為西海村 | 1954年7月15日 合併為珠洲市 | 1954年7月15日 合併為珠洲市 | 1954年7月15日 合併為珠洲市 | 1954年7月15日 合併為珠洲市 |
| 蛸島村       |                             |                             | 1954年7月15日 合併為珠洲市 | 1954年7月15日 合併為珠洲市 | 1954年7月15日 合併為珠洲市 | 1954年7月15日 合併為珠洲市 |

## 行政

### 歷任市長
| 屆         | 任 | 姓名       | 上任日期      | 卸任日期      | 備註                                                             |
| ---------- | -- | ---------- | ------------- | ------------- | ---------------------------------------------------------------- |
| 1          | 1  | 岡村理一郎 | 1954年8月29日 | 1958年8月28日 | 原飯田町町長                                                     |
| 2          | 1  | 岡村理一郎 | 1958年8月29日 | 1962年8月28日 |                                                                  |
| 3          | 1  | 岡村理一郎 | 1962年8月29日 | 1966年8月28日 |                                                                  |
| 4          | 2  | 鍵主圭吾   | 1966年8月29日 | 1970年8月28日 |                                                                  |
| 5          | 2  | 鍵主圭吾   | 1970年8月29日 | 1974年8月28日 |                                                                  |
| 6          | 3  | 黑瀨七郎   | 1974年8月29日 | 1978年8月28日 |                                                                  |
| 7          | 3  | 黑瀨七郎   | 1978年8月29日 | 1981年3月25日 | 因個人因素辭職                                                   |
| 8          | 4  | 谷又三郎   | 1981年4月29日 | 1985年4月28日 |                                                                  |
| 9          | 5  | 林幹人     | 1985年4月29日 | 1989年4月28日 |                                                                  |
| 10         | 5  | 林幹人     | 1989年4月29日 | 1993年4月28日 |                                                                  |
| 11         | 5  | 林幹人     | 1993年4月29日 | 1996年5月31日 | 因市長選舉出現作票爭議，遭法院判決選舉無效定讞後，失去當選資格。 |
| 12         | 6  | 貝藏治     | 1996年7月14日 | 2000年7月13日 |                                                                  |
| 13         | 6  | 貝藏治     | 2000年7月14日 | 2004年7月13日 |                                                                  |
| 14         | 6  | 貝藏治     | 2004年7月14日 | 2006年7月13日 | 因個人健康因素辭職                                               |
| 15         | 7  | 泉谷滿壽裕 | 2006年6月11日 | 2010年6月10日 |                                                                  |
| 16         | 7  | 泉谷滿壽裕 | 2010年6月11日 | 2014年6月10日 |                                                                  |
| 17         | 7  | 泉谷滿壽裕 | 2014年6月11日 | 2018年6月10日 |                                                                  |
| 18         | 7  | 泉谷滿壽裕 | 2018年6月11日 | 現任          |                                                                  |
| 參考資料： |    |            |               |               |                                                                  |

## 交通

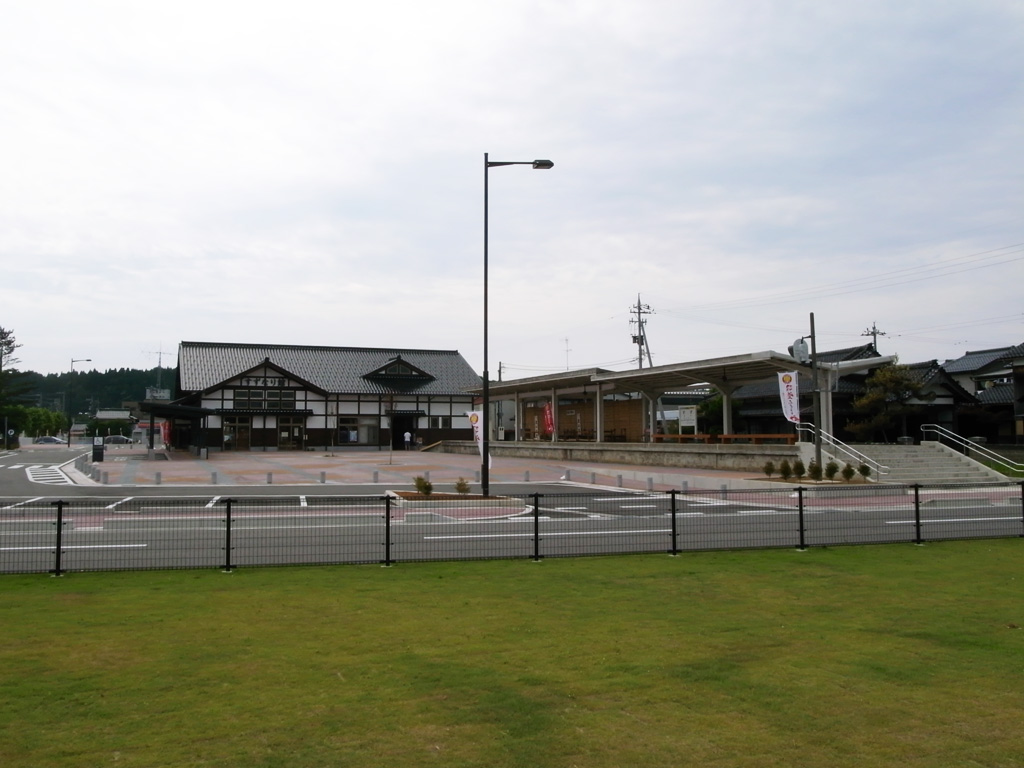
道之站珠洲なり及舊珠洲車站的月台

過去自位於西南方的穴水町市區曾有鐵路能登線沿著海岸經能登町，進入本市轄內，在轄內南部沿海曾設有八個車站；不過由於旅客人次過低，先是在1988年由原本的西日本旅客鐵道改由非營利的第三部門能登鐵道負責經營，但最後在2005年還是因為無法填補虧損而停駛。
過去的舊珠洲車站現在已被改設為道之站，同時也是市內客運的主要乘車站，包括北鐵奧能登巴士及市營巴士的各路線都會條靠於此；如要自外地前往珠洲，可以利用鐵路七尾線至穴水町的穴水車站轉乘北鐵奧能登巴士進入珠洲，或是直接自金澤市搭乘北陸鐵道的特急巴士直接前往。

## 觀光資源
珠洲市的海岸屬於能登半島國定公園，位於能登半島最深處的祿剛崎設有已有超過百年歷史的祿剛埼燈塔，周邊為上升海灘地形，擁有被稱為千疊敷的海蝕平台景觀，並具有能登半島外浦側和内浦側的特色，可觀賞海上的日出及日落。
在市區南側的寶立町地區有一外觀類似軍艦的見附島，島上設有見附神，周邊海岸也設立了公園、步道、海水浴場、露營場成為一個綜合的休憩景點。
每年七月20、21日在市區內舉行的飯田燈籠山祭為市內春日神社的祭典，自17世紀開始已有超過三百年的舉辦歷史，祭典中會有多座總高度達16公尺，重約5公噸的燈籠山車於市區內繞行。

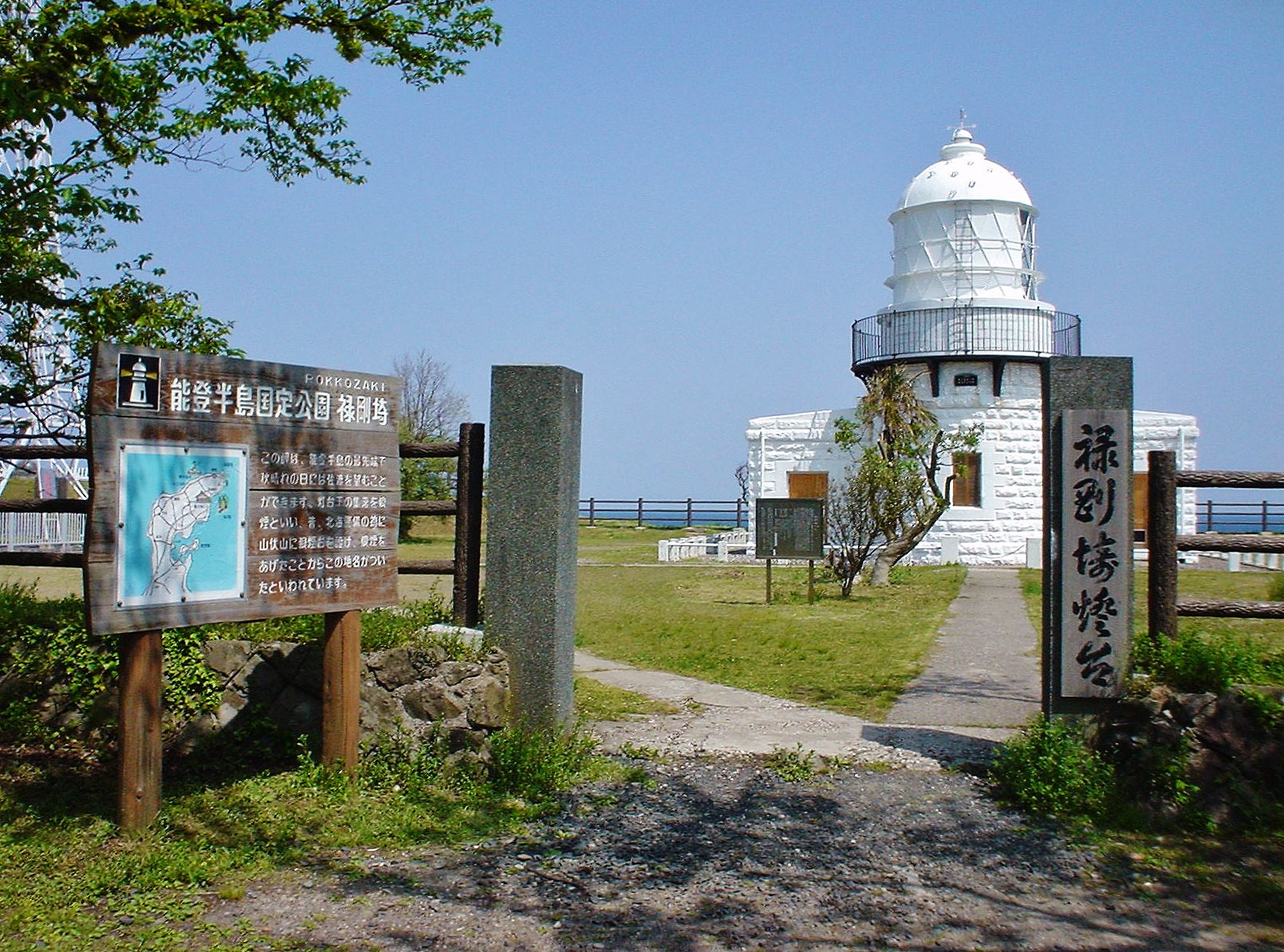
祿剛埼燈塔
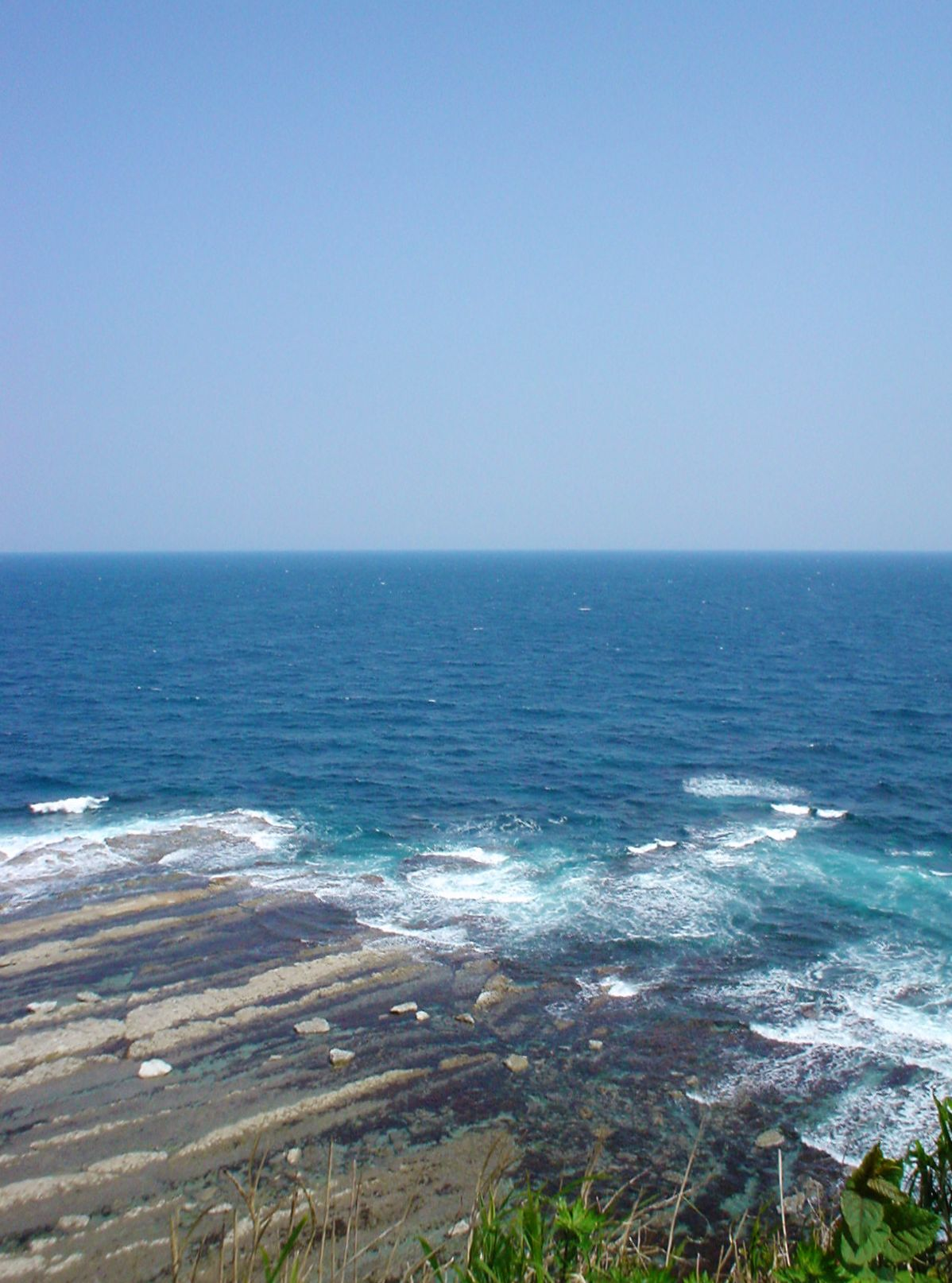
祿剛埼燈塔前方的千疊敷
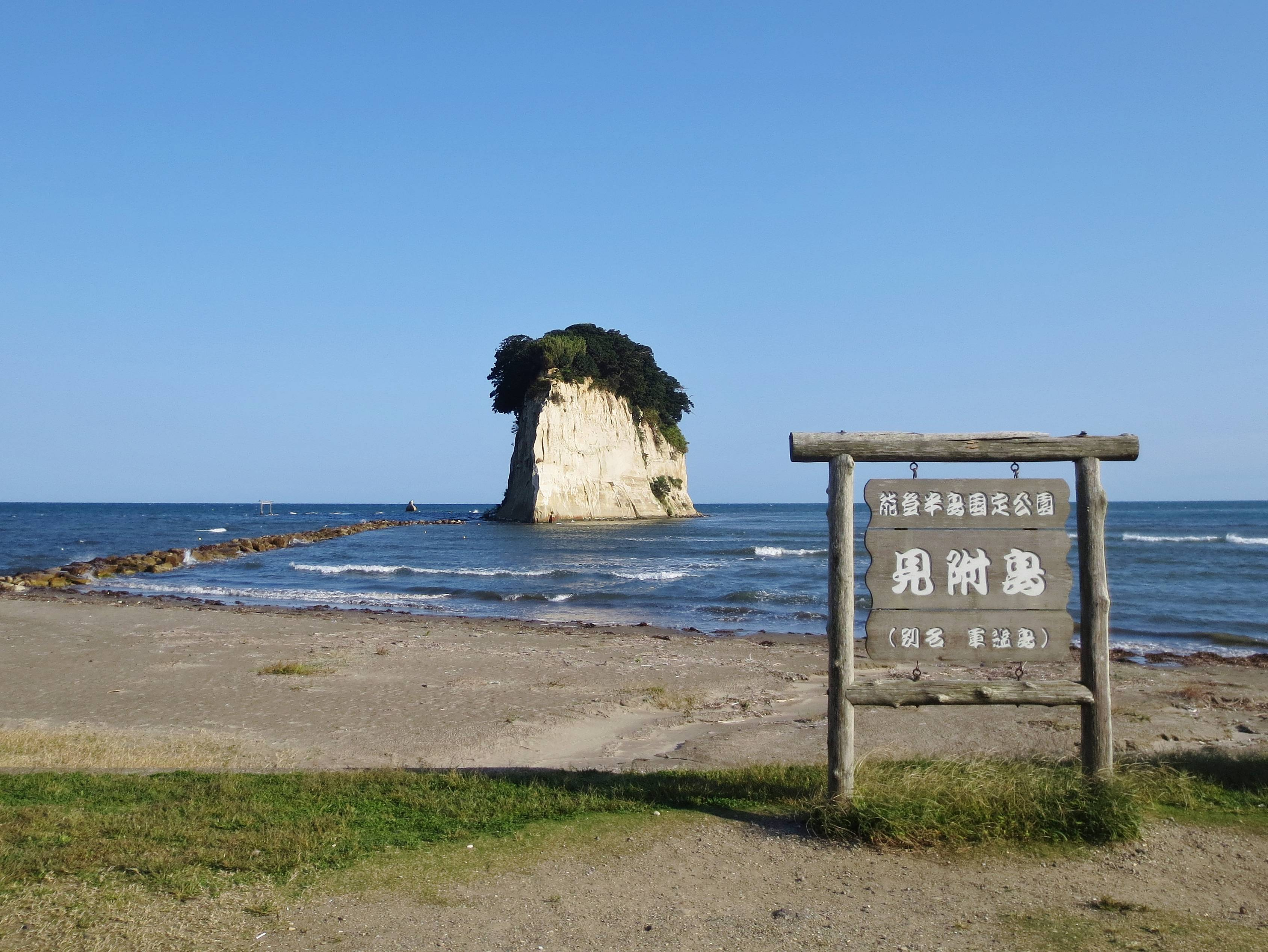
見附島
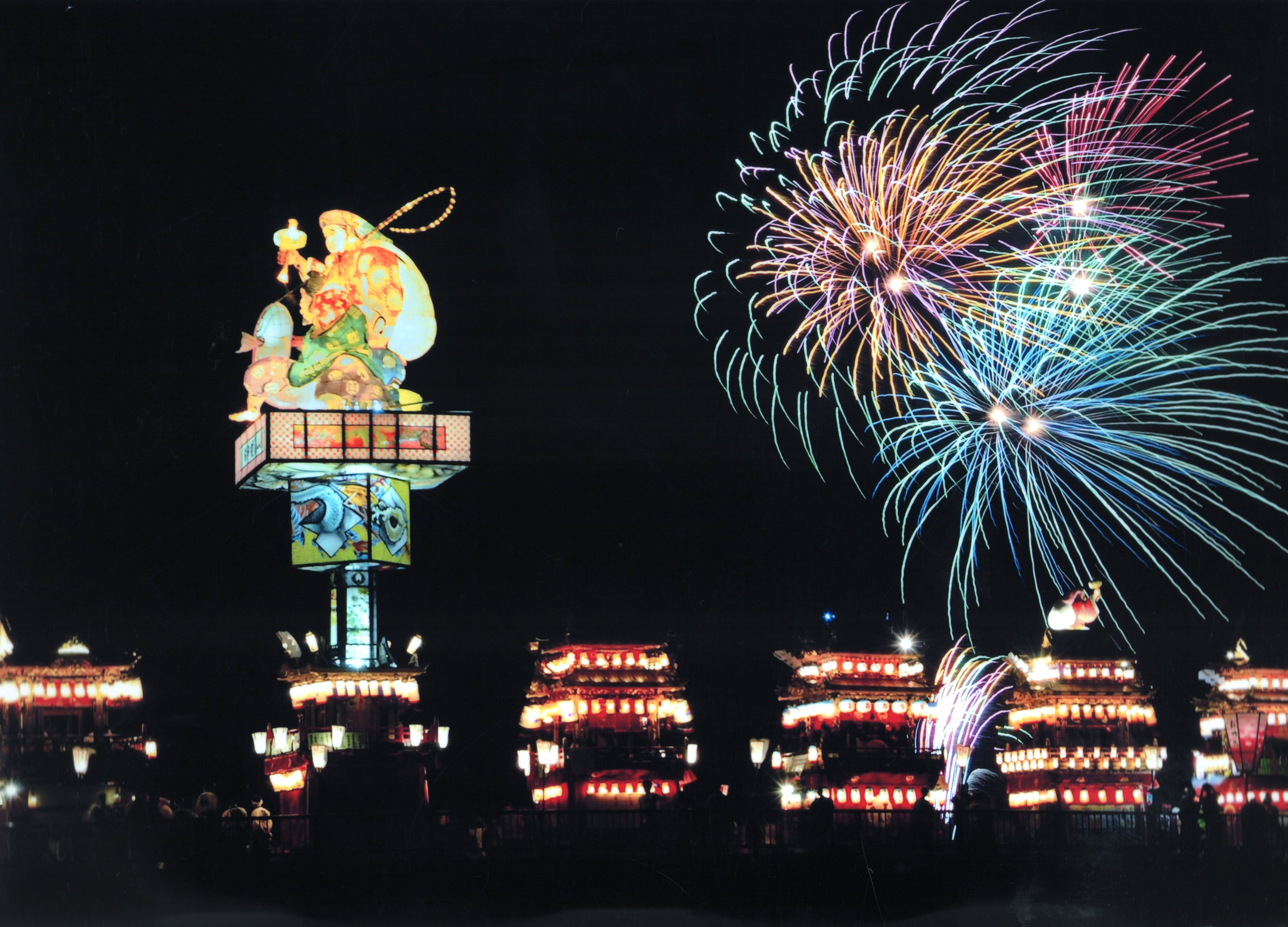
飯田町燈籠山祭
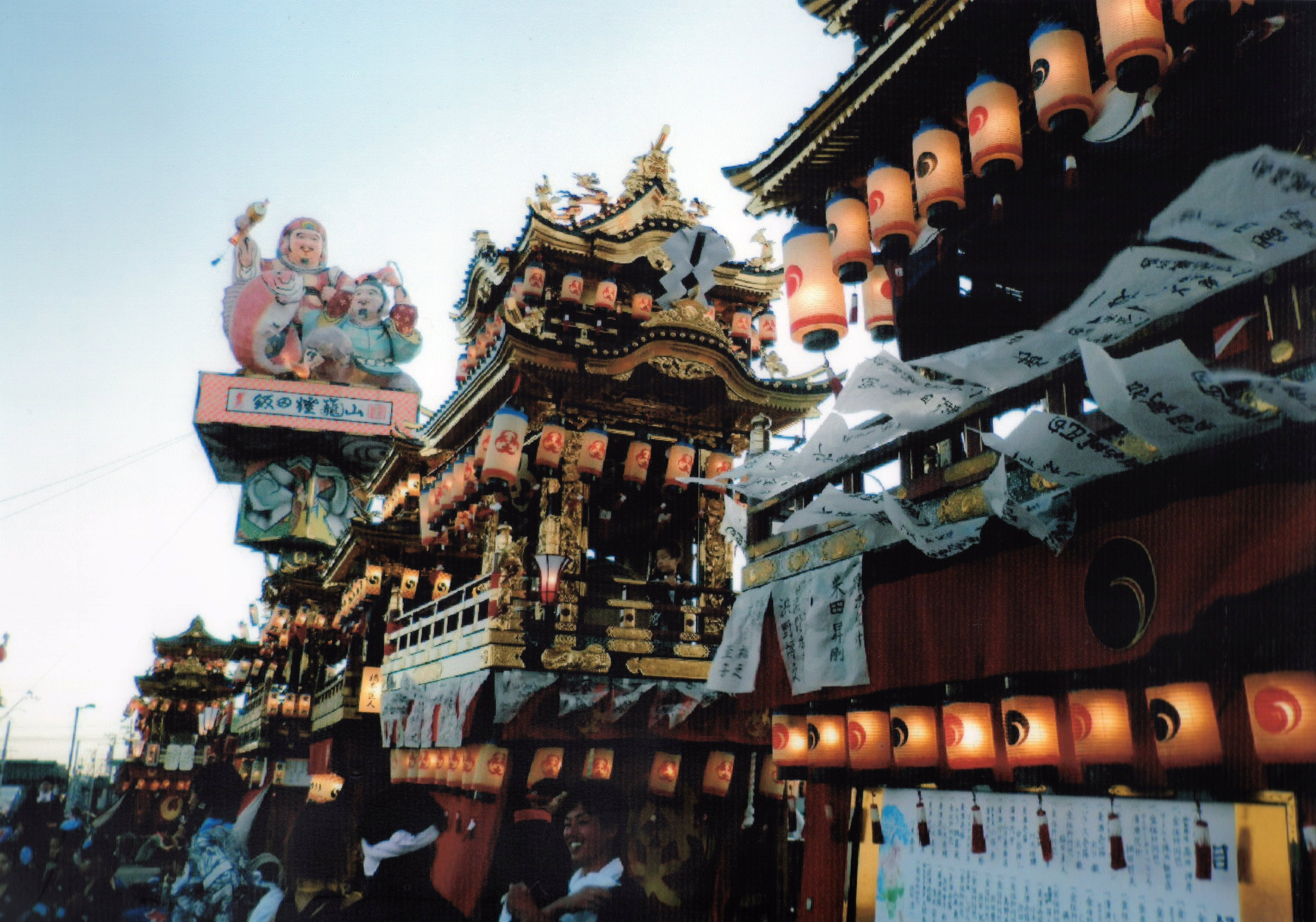
飯田町燈籠山祭

## 姊妹、友好城市

### 日本
- 松江市（島根縣）
依據八世紀的歷史文獻《出雲國風土記》記載的國引神話，神是經由位於能登半島最北端的珠洲後，才抵達位於島根半島最前端的美保關町（日语：美保関町），珠洲市與美保關町因此於1988年締結為姊妹城市；2005年美保關町合併為松江市後，兩市仍繼續維持姊妹城市關係。[21]
- 佐渡市（新潟縣）
1975年本地的飯田港與位於佐渡島最南端的小木港（日语：小木港）之間開始有定期船班往返於兩地，珠洲市與小木港所在的小木町（日语：小木町 (新潟県)）因而締結為姊妹城市；2004年小木町宇佐渡島上全部行政區劃合併為佐渡市後，兩市仍繼續維持姊妹城市關係。[21]
- 江差町（北海道）
過去在19世紀末北海道開拓時期在珠洲曾有多人移民至現在的北海道江差町進行開墾，1992年這些移民的後代成立了江差町能登會，開始與珠洲進行交流，兩地因而在1998年自結為友好城市。[21]

### 海外
- 佩洛塔斯（巴西南大河州）
過去珠洲市立大谷小學校的校歌是由巴西駐日本大使館的文化業務館員L.C. Vinholes所作曲，珠洲市因此與Vignoles的故鄉佩洛塔斯於1963年締結為姊妹城市。[21][22]

## 外部連結
- （日語） YouTube上的珠洲市頻道
- （日語） 珠洲觀光導航網路 （页面存档备份，存于）